# Miqueas Redín
Miqueas Gabriel Redín Morales (Colonia del Sacramento, 22 gennaio 2003) è un calciatore uruguaiano, centrocampista del Plaza Colonia.

## Biografia
Suo fratello maggiore Ezequias è a sua volta un calciatore professionista.

## Carriera
Cresciuto nel settore giovanile del Plaza Colonia ed ha debuttato in prima squadra il 29 febbraio 2024 nell'incontro di Copa Uruguay perso 1-0 contro il Defensor Sporting. La stagione successiva, con il club relegato in seconda divisione, ha iniziato a giocare con maggior frequenza contribuendo con 29 presenze alla vittoria del campionato. L'8 febbraio 2025 ha segnato il suo primo gol nella partita vinta 2-0 contro il Montevideo Wanderers.

## Statistiche

### Presenze e reti nei club
Statistiche aggiornate al 23 marzo 2025.
| Stagione        | Squadra         | Campionato      | Campionato | Campionato | Coppe nazionali | Coppe nazionali | Coppe nazionali | Coppe continentali | Coppe continentali | Coppe continentali | Altre coppe | Altre coppe | Altre coppe | Totale | Totale | Totale |
| Stagione        | Squadra         | Comp            | Pres       | Reti       | Comp            | Pres            | Reti            | Comp               | Pres               | Reti               | Comp        | Pres        | Reti        | Pres   | Reti   |        |
| --------------- | --------------- | --------------- | ---------- | ---------- | --------------- | --------------- | --------------- | ------------------ | ------------------ | ------------------ | ----------- | ----------- | ----------- | ------ | ------ | ------ |
| 2023            | Plaza Colonia   | PD              | 0          | 0          | CU              | 1               | 0               | -                  | -                  | -                  | -           | -           | -           | 1      | 0      |        |
| 2024            | Plaza Colonia   | SD              | 29         | 0          | CU              | 1               | 0               | -                  | -                  | -                  | -           | -           | -           | 29     | 0      |        |
| 2025            | Plaza Colonia   | PD              | 5          | 1          | CU              | 0               | 0               | -                  | -                  | -                  | -           | -           | -           | 5      | 1      |        |
| Totale carriera | Totale carriera | Totale carriera | 34         | 1          |                 | 2               | 0               |                    | -                  | -                  |             | -           | -           | 36     | 1      |        |

## Palmarès

### Club

#### Competizioni nazionali
- Segunda División Profesional de Uruguay: 1

Plaza Colonia: 2023-2024